# David Krutmejer
David Krutmejer, född den 6 mars 1778 i Ystad, död den 29 september 1854 i Stockholm, var en svensk konstsamlare och översättare.
Krutmejer blev sekreterare i krigsexpeditionen och 1816 förste expeditionssekreterare samt fick 1829 kansliråds titel. 
För att finansiera sina konstinköp översatte och bearbetade Krutmejer under de första årtiondena av 1800-talet en mängd barn- och ungdomsböcker. Han vann samtidens gillande för sin fina språkbehandling; i översättningen av Frévilles Den lille Emilien lät han rentav barnen tala barnspråk. Som ett erkännande av hans förtjänster samt för hans medarbetarskap i ett svenskt-franskt lexikon tilldelade Svenska akademien honom 1806 Lundbladska priset. Krutmejers stora kopparsticksamling inköptes 1851 av riksdagen för Kungliga bibliotekets räkning och 1867 införlivades den med Nationalmuseums samlingar.

## Översättningar (urval)
- Jean Jacques Barthélemy: Carite och Polydor (Stockholm, 1800)
- Louis Dubroca: Anföraren för de upproriska negrerna på Domingo, Toussaint-Louvertures lefverne (Stockholm, 1802)
- Johann Andreas Christian Löhr: Nöjsam läsning för barn (Kleine Plaudereien für Kinder, welche sich im Lesen üben wollen) (Utter, 1803)
- Joachim Heinrich Campe: Geografiskt bibliotek för ungdom, eller Samling af intressanta resebeskrifningar (Stockholm, 1804-1816)
- Anne François Joachim Fréville: Den lille Emilien, kallad barndomens mönster (Stockholm, 1805)
- Louis Pierre Anquetil: Romerska historien i sammandrag (Stockholm, 1806-1807)
- Arnaud Berquin: Samlade arbeten af A. Berquin (Stockholm, 1808-1810)
- Friedrich von Schiller: Om Lykurgs och Solons lagstiftning (Stockholm, 1832)